# Wade Williams
Wade Williams (ur. 24 grudnia 1961 w Tulsa) – amerykański aktor,  występował w roli kapitana Brada Bellicka w serialu Skazany na śmierć.

## Filmografia
aktor
- Droga numer 9 (Route 9, 1998) jako Earl Whitney
- Candyman III: Dzień umarłych (Candyman 3: Day of the Dead, 1999) jako detektyw Samuel Deacon Kraft
- K-911 (1999) jako Devon
- Erin Brockovich (2000) jako Ted Daniels
- Szczekać na świat (Bark, 2002) jako Tom
- Ken Park (2002) jako ojciec Claude’a
- Project Redlight (2002) jako Girth Brooks
- Na własne oczy (I Witness, 2003) jako Roy Logan
- Mummy an' the Armadillo (2003) jako Temple
- American Crime (2004) jako Mack Jones
- Prison Break (2005–2007) jako kapitan Bradley Bellick
- Flicka (2006) jako Wade

aktor gościnnie
- Z Archiwum X (The X Files, 1993–2002) jako Ray Pearce
- Nowojorscy gliniarze (NYPD Blue, 1993–2005) jako Arnold Struel
- Dotyk anioła (Touched by an Angel, 1994–2003) jako Bum
- Star Trek: Voyager (1995–2001) jako Trajis Lo-Tarik
- Portret zabójcy (Profiler, 1996–2000) jako Craig Gentry
- Nash Bridges (1996–2001) jako Edward Strode
- Misja w czasie (Seven Days, 1998–2001) jako pan Marc Golden
- Czarodziejki (Charmed, 1998–2006) jako Poszukiwacz
- Gideon’s Crossing (2000–2001) jako dr Larue
- The Bernie Mac Show (2001) jako Fr. Cronin
- 24 godziny (24, 2001) jako Robert Ellis
- Sześć stóp pod ziemią (Six Feet Under, 2001–2005) jako Paul Kovitch
- Star Trek: Enterprise (Enterprise, 2001–2005) jako Garos
- Prawdziwe powołanie (Tru Calling) (2003–2005) jako Carl Neesan
- Las Vegas (2003) jako Richard Allen Wesley
- Bones (2010) jako szeryf Abrams